# 曼盖里尼亚
曼盖里尼亚是巴西巴拉那州的一个市镇。总面积1073.793平方公里，总人口17562人，人口密度16.4人/平方公里。